# Duff Hill
Duff Hill är ett berg i republiken Irland.   Det ligger i grevskapet Wicklow och provinsen Leinster, i den östra delen av landet, 26 km söder om huvudstaden Dublin. Toppen på Duff Hill är 720 meter över havet, eller 64 meter över den omgivande terrängen. Bredden vid basen är 0,68 km. Duff Hill ingår i Wicklowbergen.
Terrängen runt Duff Hill är huvudsakligen lite kuperad.Runt Duff Hill är det glesbefolkat, med 9 invånare per kvadratkilometer. Närmaste större samhälle är Tallaght, 19,3 km norr om Duff Hill. I omgivningarna runt Duff Hill växer i huvudsak blandskog.